# Slavoška
Slavoška je obec na Slovensku v okrese Rožňava.

## Polohopis
Leží v jihovýchodní části Slovenského rudohoří na nivě a terasové plošině v údolí Hankovského potoka. Katastr, který má charakter hornatiny, je odlesněný, malou část tvoří pastevní porosty.

## Kultura a zajímavosti

### Památky
- Evangelický kostel, jednoduchá jednolodní stavba s polygonálně ukončeným presbytářem a představenou věží z let 1856-1860. Nachází se uprostřed obce ve vyvýšené poloze. Kostel má hladké fasády, věž je ukončena barokní helmicí.